# NIC-39B
La NIC-39B  es una importante carretera nacional clasificada como colectora principal en Nicaragua. Esta vía comienza en el Sur, conectándose con la NIC-4A en Granada, Departamento de Granada y culmina en la NIC-39A y la NN-149 en Malacatoya en el departamento de Granada.

## Extensión
Con una extensión de 18,75 millas (30,2 km), la NIC-39B juega un rol clave en la conectividad y transporte de la región.